# Suberites strongylatus
Suberites strongylatus är en svampdjursart som beskrevs av Sarà 1978. Suberites strongylatus ingår i släktet Suberites och familjen Suberitidae.
Artens utbredningsområde är havet utanför Chile. Inga underarter finns listade i Catalogue of Life.